# Розкопане (зупинний пункт)
Розко́пане — пасажирський залізничний зупинний пункт Козятинської дирекції Південно-Західної залізниці.
Розташований у селі Розкопане Погребищенського району Вінницької області на лінії Погребище I — Жашків між станціями Погребище I (9 км) та Тетіїв (33 км).
Відкритий 1929 року. Чотири рази на тиждень (крім вівторка, середи та четверга) курсує дизель-поїзд за напрямком Козятин I — Жашків.